# Polycarpa rigida
Polycarpa rigida är en sjöpungsart som beskrevs av William Abbott Herdman 1881. Polycarpa rigida ingår i släktet Polycarpa och familjen Styelidae. Inga underarter finns listade i Catalogue of Life.